# Simpson Horror Show VIII
Le Simpson Horror Show VIII (France) ou Spécial d'Halloween VIII (Québec) (Treehouse of Horror VIII) est le 4e épisode de la saison 9 de la série télévisée d'animation Les Simpson.

## Synopsis

### Introduction
Un présentateur de la Fox Censor apparaît et annonce que grâce à l'épisode du jour, les Simpson est classé "Tout public", à ce moment-là, une main armée d'une épée apparaît et poignarde le présentateur, faisant monter l'âge permis, quand la main arrête, on voit qu'il est classé "TV-666", le sang du présentateur fait apparaître "Simpson Horror Show VIII".

### Homer Homega
Le maire Joe Quimby lance des propos racistes contre la France, qui décide de bombarder Springfield. Seul Homer survit, car il se trouvait dans un abri anti-atomique. Dans l'église de Springfield, où il danse nu, se trouvent des mutants de Seymour Skinner, Ned Flanders, Moe Szyslak, Julius Hibbert et bien d'autres. Homer fuit jusque chez lui, où il est étonné de retrouver Bart, Marge, Lisa et Maggie qu'il croyait disparus mais qui ont survécu car ils ont été protégés par la peinture au plomb des murs de la maison. Le groupe de mutants ému, par ces retrouvailles familiales se rappelle alors la beauté de l'amour et veulent vivre avec les non-mutants en paix mais Marge refuse et les fusille.

### Remarque
Cet épisode parodie les films de zombies, notamment Le Survivant, The Beast of Yucca Flats.

### Mouche contre mouche
Homer achète pour 35 cents un téléporteur chez le Professeur Frink. Homer s'en sert exclusivement par pure paresse, puis Bart veut le tester. Il essaye avec Boule de Neige II, son chat, et Petit Papa Noël, son chien. Surgissent alors deux créatures, l'une à deux têtes, et l'autre à deux queues. Bart essaie avec lui-même et une mouche. Il se transforme alors en mouche et celle-ci se transforme en Bart. Avec l'aide de Lisa, il va retrouver son corps. Homer devient alors fou de rage que Bart se soit servi du téléporteur.

#### Commentaire
Cet épisode parodie le film La Mouche noire (1958) puisque Bart et une mouche se téléportent et réapparaissent sous l'apparence d'une créature mi-homme mi-mouche. Le titre original de l'épisode « Fly vs. Fly » fait allusion à celui du comic Spy vs. Spy. La créature aux deux têtes obtenue de la fusion de Boule de Neige II et Petit Papa Noël est peut-être une référence au dessin anime Michat-Michien.

### Cuisiner c'est pas sorcier
Springfield, 1646. Les habitants brûlent trois sorcières. Quimby veut alors lancer la chasse aux sorcières. Marge trouve cette chasse dépourvue de sens. On l'accuse donc et son procès se déroule ainsi : si elle tombe avec un balai du haut d'un ravin, elle meurt, mais n'est pas sorcière. Si elle s'envole, c'est une sorcière. En fait c'en est une. Elle rejoint Patty et Selma pour concocter un plan. Au départ elles voulaient manger Rod et Tod Flanders, mais Maude leur offrent des sucreries à la place. Et c'est ainsi que serait né Halloween.

#### Remarque
Cet épisode est le premier de Mike Scully en tant que showrunner.
Des allusions à la série Ma sorcière bien-aimée y sont présentes dans cet épisode. Quand Marge rejoint ses sœurs après avoir avoué être une sorcière et leur annoncer avoir quitté sa famille, Patty dit « t’as quitté Jean-Pierre ! »
La chanson qu'écoute Homer dans l'église est War, d'Edwin Starr.
Il y a une référence à La Lettre écarlate : en effet dans l'église, lors des accusations contre Marge Simpson, Madame Krapabel est habillée d'une robe avec un "A" rouge brodé pour adultère.